# Virtual Sailor
Virtual Sailor est un jeu de simulation maritime fonctionnant sous Windows. Développé par Ilan Papini, il est destiné à simuler le pilotage de navires de toutes sortes. Il peut fonctionner en multijoueurs sur réseau.

## Fonctionnalités
- Prise en compte la dynamique marine en surface et en plongée avec effets du vent, des courants et des marées,
- Prise en compte des effets du vent sur les voiles, les superstructures et les effets de masquage,
- Choix du temps, de la saison et de l'heure,
- Description géographique précise au niveau mondial permettant une navigation globale,
- Logiciel ouvert permettant d'ajouter navires et ports créés de toutes pièces avec d'autres logiciels.